# 12a cerimònia dels Lumières
La 12a cerimònia dels Lumières de la Premsa Internacional, va tenir lloc el 5 de febrer de 2007 a l’Auditori de l'Espace Cardin. Fou presidida per Isabelle Mergault.

## Guanyadors i nominats
Els guanyadors s'indiquen en negreta
| Millor pel·lícula - Ne le dis à personne de Guillaume Canet - Dies de glòria de Rachid Bouchareb - La comèdia del poder de Claude Chabrol - Lady Chatterley de Pascale Ferran - Flandres de Bruno Dumont                                                             | Millor director - Pascale Ferran per Lady Chatterley - Alain Resnais per Cœurs - Claude Chabrol per La comèdia del poder - Guillaume Canet per Ne le dis à personne - Bruno Dumont per Flandres                                                                            |
| Millor actor - Gérard Depardieu pel paper d'Alain Moreau a Chanson d'amour - François Cluzet a Ne le dis à personne - Lambert Wilson a Cœurs - Michel Blanc a Ets molt guapo - Sacha Bourdo a L'Étoile du soldat                                                     | Millor actriu - Marina Hands pel paper de Constance Chatterley a Lady Chatterley - Sabine Azéma per Cœurs - Danielle Darrieux per Nouvelle Chance - Isabelle Huppert per La comèdia del poder - Marina de Van per Je pense à vous                                          |
| Millor actor revelació - Julien Boisselier pel paper de Thomas a Je vais bien, ne t’en fais pas - Bernard Blancan per Dies de glòria - Jean-Louis Coulloc'h per Lady Chatterley - Malik Zidi per Les Amitiés maléfiques - Thibault Vinçon per Les Amitiés maléfiques | Millor actriu revelació - Mélanie Laurent pel paper de Lili a Je vais bien, ne t’en fais pas - Sandrine Le Berre per Coup de sang - Medeea Marinescu per Ets molt guapo - Déborah François per L'última nota - Nina Kervel-Bey per La Faute à Fidel !                      |
| Millor pel·lícula francòfona - Bamako de Abderrahmane Sissako - Les États-Unis d'Albert d'André Forcier - C.R.A.Z.Y. de Jean-Marc Vallée - Bunker Paradise de Stefan Liberski - Barakat ! de Djamila Sahraoui                                                        | Millor guió - Rachid Bouchareb i Olivier Lorelle per Dies de glòria - Isabelle Mergault per Ets molt guapo - Odile Barski et Claude Chabrol per La comèdia del poder - Guillaume Canet et Philippe Lefebvre per Ne le dis à personne - Julie Gavras per La Faute à Fidel ! |
| Premi del Públic Mundial (atorgat per TV5 Monde) - Ne le dis à personne de Guillaume Canet | |